# Pięciobój nowoczesny na Igrzyskach Panamerykańskich 2019
Pięciobój nowoczesny na Igrzyskach Panamerykańskich 2019 odbywał się w dniach 26–29 lipca 2019 roku na dwóch obiektach w Limie. Sześćdziesięciu czterech zawodników obojga płci rywalizowało w dwóch konkurencjach indywidualnych i trzech drużynowych.

## Podsumowanie

### Klasyfikacja medalowa
| Klasyfikacja medalowa | Klasyfikacja medalowa | Klasyfikacja medalowa | Klasyfikacja medalowa | Klasyfikacja medalowa | Klasyfikacja medalowa |
| Miejsce               | państwo               | Złoto                 | Srebro                | Brąz                  | Razem                 |
| --------------------- | --------------------- | --------------------- | --------------------- | --------------------- | --------------------- |
| 1                     | Stany Zjednoczone     | 2                     | 2                     | 0                     | 4                     |
| 2                     | Meksyk                | 2                     | 0                     | 0                     | 2                     |
| 3                     | Gwatemala             | 1                     | 0                     | 1                     | 2                     |
| 4                     | Kuba                  | 0                     | 2                     | 1                     | 3                     |
| 5                     | Chile                 | 0                     | 1                     | 0                     | 1                     |
| 6                     | Argentyna             | 0                     | 0                     | 2                     | 2                     |
| 7                     | Brazylia              | 0                     | 0                     | 1                     | 1                     |
| Razem                 | Razem                 | 5                     | 5                     | 5                     | 15                    |

### Medaliści
| Konkurencja             | 1. miejsce                                              | 2. miejsce                                            | 3. miejsce                                      |
| ----------------------- | ------------------------------------------------------- | ----------------------------------------------------- | ----------------------------------------------- |
| Mężczyźni indywidualnie | Charles Fernandez                                       | Esteban Bustos                                        | Sergio Villamayor                               |
| Sztafeta mężczyzn       | Meksyk · Duilio Carrillo · José Melchor Silva           | Stany Zjednoczone · Brendan Anderson · Amro El-Geziry | Argentyna · Sergio Villamayor · Emmanuel Zapata |
| Kobiety indywidualnie   | Mariana Arceo                                           | Samantha Achterberg                                   | Leydi Moya                                      |
| Sztafeta kobiet         | Stany Zjednoczone · Samantha Achterberg · Jessica Davis | Kuba · Elani Camara Rodriguez · Leydi Moya            | Brazylia · Isabela Abreu · Priscila Oliveira    |
| Sztafeta mieszana       | Stany Zjednoczone · Amro El-Geziry · Isabella Isaksen   | Kuba · Jose Ricardo Figueroa · Leydi Moya             | Gwatemala · María Diéguez · Charles Fernandez   |